# Norbanus
Norbanus is een geslacht van vliesvleugeligen uit de familie Pteromalidae. De wetenschappelijke naam van dit geslacht is voor het eerst geldig gepubliceerd in 1843 door Walker.

## Soorten
Het geslacht Norbanus omvat de volgende soorten:
- Norbanus acuminatus Dutt & Ferrière, 1961
- Norbanus africanus Subba Rao, 1973
- Norbanus aiolomorphi Yang & Wang, 1993
- Norbanus arcuatus Xiao & Huang, 2001
- Norbanus aureicornis (Girault & Dodd, 1915)
- Norbanus birmanus (Masi, 1927)
- Norbanus brevicornis Szelényi, 1974
- Norbanus calabrus (Masi, 1942)
- Norbanus cerasiops (Masi, 1922)
- Norbanus cyaneus (Girault, 1913)
- Norbanus dysaules Walker, 1843
- Norbanus elongatus Yoshimoto & Ishii, 1965
- Norbanus equs Sureshan, 2003
- Norbanus globulariae (Szelényi, 1941)
- Norbanus grandaevus (Girault, 1925)
- Norbanus guyoni (Giraud, 1870)
- Norbanus indorum (Masi, 1927)
- Norbanus kitegaensis (Risbec, 1957)
- Norbanus laevis (Boucek, 1969)
- Norbanus longifasciatus (Girault, 1914)
- Norbanus malabarensis Sureshan, 2003
- Norbanus meridionalis (Masi, 1922)
- Norbanus modiglianii (Masi, 1927)
- Norbanus nigriceps Yoshimoto & Ishii, 1965
- Norbanus nigrocyaneus (Ashmead, 1894)
- Norbanus obscurus (Masi, 1922)
- Norbanus perplexus (Ashmead, 1904)
- Norbanus pisius Walker, 1843
- Norbanus ruschkae (Masi, 1927)
- Norbanus scabriculus (Nees, 1834)
- Norbanus scelestus (Girault, 1914)
- Norbanus scrobatus Sureshan, 2003
- Norbanus spinosiclava (Girault & Dodd, 1915)
- Norbanus sumatranus Masi, 1927
- Norbanus tenuicornis Boucek, 1970
- Norbanus thekkadiensis Sureshan, 2003